# Алани
Алáни (лат. Alani, грец. Άλανοί, д.-рус. Яси) — макроетнонім, відомий з часів античності, який застосовувався до великого загалу кочових іранських племен (переважно північних іранців). Ймовірно, спочатку етнонім алани був самоназвою певної групи племен, але вже до ІІІ сторіччя він майже повністю замінив такі макроетноніми, як сармати та аорси. Відомості чи згадки про аланів є в таких авторів як Валерій Флакк, Марк Лукан, Сенека, Пліній Старший, Йосип Флавій, в сирійських, китайських, вірменських та грузинських хроніках.
Основним заняттям аланів було кочове скотарство в поєднанні з землеробством, а згодом — і з ремеслами.
Для аланів характерна самобутня і яскрава культура, одним з проявів якої є так званий поліхромний «бірюзово-золотий» стиль ювелірних виробів.
У XIII столітті у чорноморських степах з'явилася нова хвиля аланів, постали їхні поселення міського типу в Криму, Нижньому Подніпров'ї й Молдові, але незабаром вони загинули під ударами монголів.
Чингізиди, розгромивши Аланію і захопивши до кінця 1230-х років родючі рівнинні райони Передкавказзя, змусили уцілілих аланів сховатися в горах Центрального Кавказу і в Закавказзі.

## Етимологія
лат. Alani грец. Άλανοί= алан. allyana < авест.*aryāna — укр. «арії/арійський».

## Походження
Щодо походження та ранньої історії аланів висловлено різні думки, але, враховуючи обмеженість джерел, можна припустити наступне:
1. поява ревксіналів/ роксоланів у другій половині II ст. до н. е. свідчить про існування етноніму алани вже у той час (на II ст. до н. е.);
2. міграція одного з аланських племен (ревксінали) на захід ймовірно була викликана певними політичними змінами у Середній Азії (як приклад — династія Аравеліани у алан-танаїтів співзвучна назві однієї з племених груп саків — саки-аравали);
3. між 25-55 роками алани почали активну експансію у середовищі аорсів, що й було відображено у китайській хроніці «Хоу Хань-шу»;
4. внаслідок політичної експансії і розширення об'єднання етнонім алани перетворився на макроетнонім, який досить швидко замінив макроетнонім аорси.

Показовою є наступна думка:
| «…не заглиблюючись у проблеми етногенезу, видається очевидним, що алани виникли як гетерогенна племінна конфедерація завдяки об'єднанню низки північноіранських груп під гаслом спільного „арійського“ походження …»[4] |

## Алани на території України

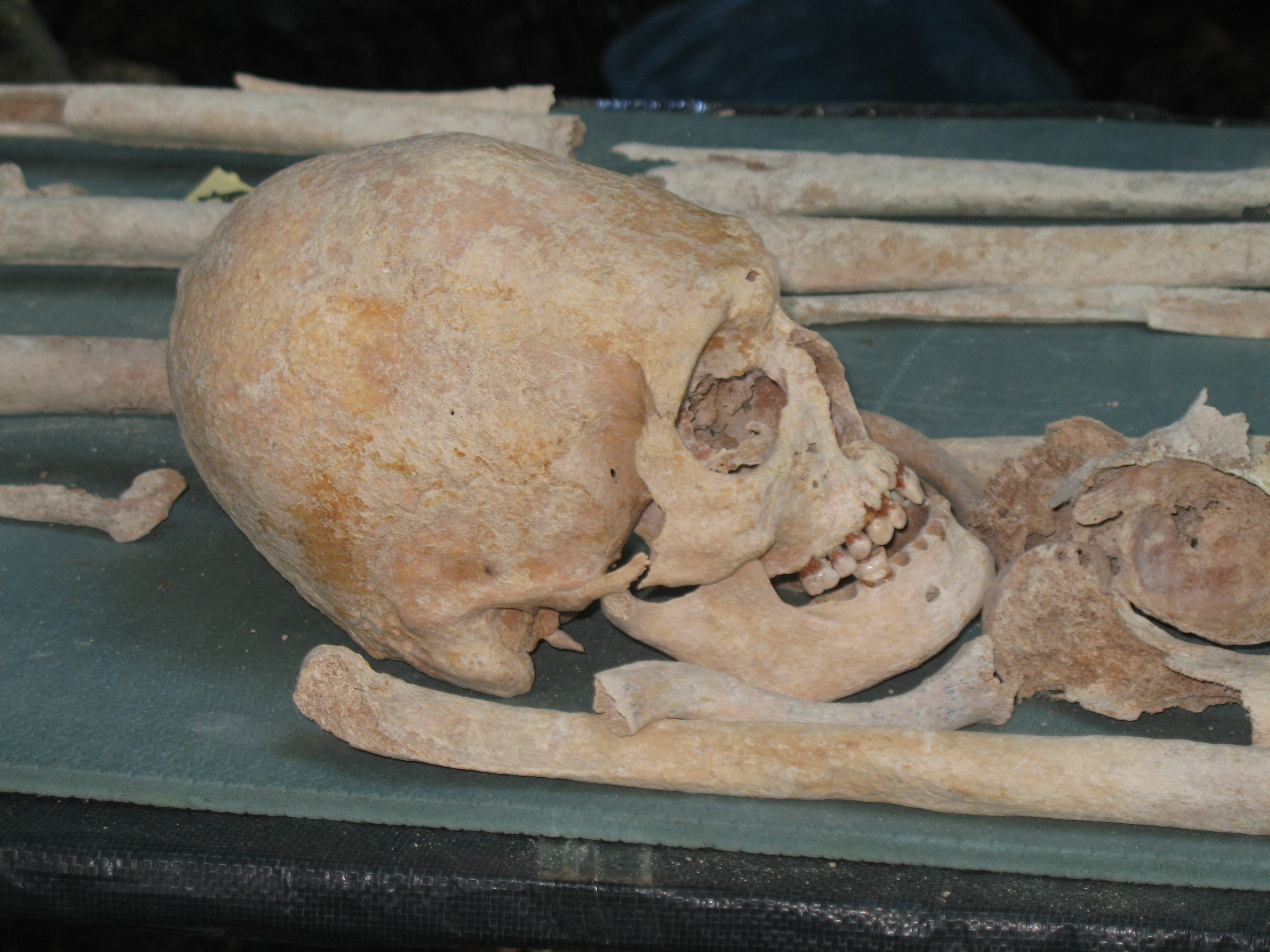
Череп зі слідами штучної деформації із поховання аланів на схилах печерного міста Мангуп-Кале

### Античність
Першою аланською групою на території України були роксолани чи ревксінали, що з'явилися у Північному Причорномор'ї у 30-х роках II ст. до н. е.
Наступна хвиля — алани, які осіли у Подонні (алани-танаїти) у 60 роках І ст. н. е., спричинивши глобальні етнічні зміни у всьому Північному Причорномор'ї. У той же час певна група аланів локалізується Плінієм Старшим поруч з роксоланами, «у глиб континенту», біля скіфів. Ймовірно, що ця група аланів відповідає алано-скіфам Птолемея. Скоріш за все ця хвиля аланів стала наслідком політичних змін, які відображені у китайській хроніці «Хоу Хань-шу» і датуються проміжком 25-55 роками, а саме царство Яньцай, яке було васалом Канцзюя, стало називатися Алань.
Досить цікавим доповненням до історії алан на землях сучасної України є боспорська епіграфічна пам'ятка — енкомій, у якому повідомляється про блискучу перемогу боспорського хіліарха над аланами у 90-92 рр., перемоги та вдалі дипломатичні дії вшанованої особи проти спроб об'єднань сусідніх варварів з аланами у Тавриці, що, ймовірно, відбулися близько/до 110—111 рр., переклад якого наведено нижче:
| «… палко бажаючи… залишився (без) вершників… (Руйнуючи) лад, він, подібний до бурхливої (річки), нищачі все, що нападало на нього як (нестримний?) потік … завдяки власній звитязі та талану царя… й тодішній цезар, перебуваючи … почув про велику (й… й при…) вирішенні справ засуджував провину… й листом запросив до цезаря, (який), схваливши (те, що відбулося), спонукав до цього на майбутнє… і царям аланів за (провину їх?) вважав за потрібне визначити (справедливе покарання ?). Адже коли (виявляються) важливі справи, то вони приваблюють тих, хто поблизу, а коли вони не виявляються, то вони їх турбують… він, (після того як) цезар побачив його таким, яким він про нього чув, був вшанований (цезарем за ці справи) й, (сприяючи) нинішньому володарю великому царю (Савроматові), покинувши більш великого государя, (здійснив військовий похід на скіфів) крізь Таврику. Коли він досяг Херсонесу, (зустрілися йому царі, які) прийшли для укладання союзу з аланами, яких (він від цих намірів) відвернув. І коли він ще збирав (військо і) збирався вирушити в похід (на скіфів), сталося йому (отримати) від царів, що вони присягають (богами) у вірності (і союзі). Адже великий герой доклав серйозних зусиль… його ж славетний талан царя… (Адже воно ?) до більшого звеличило його своїм сприянням… (Адже так) кентавр Хірон (виховав) великого (героя) Ахілла, спонукавши, думаю, таким же чином, (як сам він виховав володаря), що став (великим) царем Савроматом… (Й) з відповідною шаною, належною пану (свому… від Геракла) та Посейдона походячого, й не тільки (вчив благородним справам, звеличив) й виховав, а й (спонукав вихованця), визначивши йому турботу по відношенню до псеханів (…) Вів війну зі скіфами, підпорядкував таврів і, змінивши (становище), їх зухвалість та (неприборканий?) спосіб мислення звернув в (великий) страх (так, що) необхідність стала терплячістю, війна ( — миром), а слово — засобом переконання, всім цим він прикрасив себе. (Адже проти тих, хто) ставав його ворогами, він був дуже войовничим, по відношенню до підлеглих (доброзичливим), для покірних — законом! За що у нього були заслужені відзнаки (великодушності) і подяки: хіліархії і золоті (нагороди війська), й авангард фракійського загону, й командування (фалангою) гоплитів, що прикрашає та примножує того, хто довірив, та робить гідним шани того, хто цією довірою користувався. Навіть цей дуже помірний, але зроблений перелік справ у вибірковому поєднанні показує вшанованого гідним любові, внаслідок чого звитяга з усіма милостями зберегла для нього повною мірою щастя, а також найщасливішу й для всіх бажану (прикрасу) царства. Бути великим, не будучи гоноровим, а зі скромністю вважаючи благовоління царя для себе придбанням — це бажане. Завжди він був все більш та більш великим, відчуваючи юнацьке задоволення у всі роки, й разом з тим розсудливий і войовничий ставши законом для всіх навколишніх племен, які живуть у Меотиди і знають витоки…» [7] |
Наступна (третя) хвиля аланів, яка докорінно змінила етнополітичну ситуацію у Північному Причорномор'ї — у 236—239 роках та призвела до дестабілізації у Боспорському царстві й знищенню останніх осередків пізньоскіфської культури у Тавриці. Висловлено думку, що борани та ерули — окремі етноси цієї третьої хвилі алан.
Комплексний аналіз археологічних пам'яток Північного Причорномор'я середньо- та пізньосарматського часу дав підстави для наступних висновків:

- середньосарматський період (І — сер. II ст.):

| - «…була об'єднана з аорською шляхтою частина алан, яка на короткий час опинилася в Північному Причорномор'ї.» — «На Лівобережжі Дніпра розташовані могильники з основними підкурганними похованнями. Їхні ознаки властиві середньосарматській культурі 1 — середини 2 ст. н. е. Подоння-Поволжя, яку пов'язують саме з аланами.» - «…існування в Північному Причорномор'ї культури середньосарматського часу і її носіїв — почасти нащадків ранньосарматських племен (роксоланів), почасти прийдешніх кочовиків (аорсів та аланів) — продовжувалося десь до середини 2 ст.н. е.» |
- пізньосарматський період (ІІ — IV ст.ст.):

| - «Неабияке значення мала й потужна міграційна хвиля середини-другої половини 3 ст.н. е. — прихід зі сходу сарматів — носіїв катакомбного обряду» - «На території Алфйольду в 2 ст. н. е. з'являються два нові типи сарматських пам'яток… які … скоріш за все, фіксують дві хвилі переселення до Алфйольду східних сарматів-роксоланів Подунав'я (могильники з ровами) та аланів Подоння (курганні поховання з „вершниковими“ рисами).» |
У 372 році аланів Подоння розбили гуни. Частина аланів взяла участь у Великому переселенні народів — через Галлію потрапила на Піренейський півострів і в Північну Африку до Тунісу. Інша частина в VI—IX століттях відступила у передгір'я Кавказу, де потрапила під владу хозарів.

## Алани в Західній Європі
Алани брали участь у Маркоманських війнах з Римом (168—175 та 178—180 роки), в походах готів на Римську імперію в другій половині III століття, служили в римській кінноті як найманці.
Гунська перемога над аланами мала наслідком включення частини останніх до гунського союзу племен, з яким вони рушили далі до Західної Європи
377/378 — алани з іншими варварами у Мезії.
378 — алани на Граціана у Панонії.
379 — Феодосій Великий перемагає аланів та інших варварів.
380 — алани у римській армії.
383/4 — алани на ютунгів у Реції.
394 — алани під керівництвом Саула спільники Феодосія у громадянських війнах.
398 — допоміжні загони аланів у Північній Італії.
401/410 — алани спільники візіготів Аларіха у Північній Італії.
402 — алани під керівництвом Саула спільники Стиліхона проти Аларіха.
405 — алани спільники Стіліхона проти остроготів Радагайса.
406 — алани діляться на дві групи — алани Респендіала та алани Гоара.
406/407 — алани Респендіала разом зі швабами та вандалами у Галії.
Восени 409 року алани в союзі з вандалами і свебами вторглися до Римської Іспанії (сучасний Піренейський півострів), пройшовши через Галлію (сучасну Францію).
414 — алани спільники візіготів залишають облогу Васат.
416/418 — алано-візіготська війна. Смерть царя алан Аддака, знищення аланського «королівства». Залишки алан приєдналися до вандалів-асдінгів (надалі королівство вандалів та алан).
429 — алани та вандали до Пн. Африки.
440 — у Валансі розселено алан з царем Самбідою.
до 442 — певну групу алан розселено Аецієм у Трансальпійській Галії.
447/448 — алани Еохара на багаудів у Британь(Арморіку). Зупинені св. Германом.
451 — алани царя Сангібана спільники Аеція у битві на Каталаунських полях.
453 — візіготи підкорюють алан Трансальпійської Галії.
455 — алани у битві на річці Недао. Алани царя Кандака, скіри та сагадарії отримують Малу Скіфію у Добруджі.
458 — допоміжні загони аланів у Майоріана.
464 — алани царя Беогора розбиті під Бергамо. Аланський полководець Васпар та повстання в Ілліріці.
487/488 — алани спільники скірів проти ругів.
534 — знищення Велізарієм королівства вандалів та аланів.

## Алани Кавказу
Лукіан в II ст. згадував присутність алан на Кавказі.
У IV столітті на Кавказ приходять Гуни, які завдали аланам поразки на Танаїсі близько 370-х років. Частина аланських племен втекла на Захід разом із гунами, взявши участь у Великому переселенні народів. Вони осіли в Галлії та Іспанії, де згодом злилися з іншими народами. Проте, значна частина алан залишилася на Північному Кавказі. Вони поступово відновили свою політичну структуру, заснувавши своєрідну державність, відому під назвою Аланія.

## Групи
- Аланорси
- Алани-маскути
- Алани-танаїти
- Роксолани
- Алано-скіфи